# 棱果刺通草
棱果刺通草（学名：Trevesia palmata var. costata）为五加科刺通草属下的一个变种。

## 扩展阅读
- 維基物種上的相關：棱果刺通草